# Lacconectus punctatus
Lacconectus punctatus är en skalbaggsart som beskrevs av Michel Brancucci 1986. Lacconectus punctatus ingår i släktet Lacconectus och familjen dykare. Inga underarter finns listade i Catalogue of Life.